# تصفيات كأس العالم 2014 – آسيا المرحلة الأولى
مباريات المرحلة الأولى من تصفيات آسيا المؤهلة إلى كأس العالم لكرة القدم 2014 في البرازيل بدأت يوم 29 يونيو وانتهت يوم 3 يوليو 2011.

## الشكل
شاركت المنتخبات ال16 الأدنى تصنيفاً من بين المنتخبات الآسيوية في هذه المرحلة وتم توزيعها على ثمانية مواجهات ذهاب وإياب. أجريت القرعة يوم 30 مارس 2011 بمقر الاتحاد الآسيوي لكرة القدم في كوالالمبور عاصمة ماليزيا.
وقد لعبت المباريات قبيل إجراء قرعة التصفيات الرسمية لكأس العالم 2014. تأهلت المنتخبات الثمانية الفائزة إلى المرحلة الثانية من التصفيات الآسيوية.

## التصنيف
وزعت الفرق على مستويين حيث احتوى المستوى الأول على فرق تصنيفها 28–35 والمستوى الثاني على فرق تصنيفها 36–43.
| المستوى 1                                                                      | المستوى 2                                                                            |
| ------------------------------------------------------------------------------ | ------------------------------------------------------------------------------------ |
| ماليزيا · أفغانستان · كمبوديا · نيبال · بنغلاديش · سريلانكا · فيتنام · منغوليا | باكستان · فلسطين · تيمور الشرقية · ماكاو · تايبيه الصينية · ميانمار · الفلبين · لاوس |

## النتائج
| الفريق الأول | إجم.    | الفريق الثاني  | مباراة الذهاب | مباراة الإياب |
| ------------ | ------- | -------------- | ------------- | ------------- |
| ماليزيا      | 4–4 (ق) | تايبيه الصينية | 2–1           | 2–3           |
| بنغلاديش     | 3–0     | باكستان        | 3–0           | 0–0           |
| كمبوديا      | 6–8     | لاوس           | 4–2           | 2–6 (ب.و.إ.)  |
| سريلانكا     | 1–5     | الفلبين        | 1–1           | 0–4           |
| أفغانستان    | 1–3     | فلسطين         | 0–2           | 1–1           |
| فيتنام       | 13–1    | ماكاو          | 6–0           | 7–1           |
| نيبال        | 7–1     | تيمور الشرقية  | 2–1           | 5–0           |
| منغوليا      | 1–2     | ميانمار        | 1–0           | 0–2           |

| ماليزيا                                             | 2–1   | تايبيه الصينية   |
| --------------------------------------------------- | ----- | ---------------- |
| محمد شفيق رحيم 29' · محمد عادل صفوان عبد الرزاق 54' | تقرير | تشن بو-ليانغ 76' |

| تايبيه الصينية                                                    | 3–2   | ماليزيا                                            |
| ----------------------------------------------------------------- | ----- | -------------------------------------------------- |
| تشانغ هان 31' · تشن بو-ليانغ 44' (ركلة.) · خافيير تشن 75' (ركلة.) | تقرير | محمد عادل صفوان عبد الرزاق 8' · محمد شفيق رحيم 40' |

النتيجة الإجمالية 4–4. فازت ماليزيا بفضل قانون أهداف خارج الديار وتأهلت إلى المرحلة الثانية لملاقاة سنغافورة.
| بنغلاديش                                                | 3–0   | باكستان |
| ------------------------------------------------------- | ----- | ------- |
| جاهد حسن أميلي 1' · محمد زاهد حسين 22' · رضا الكريم 56' | تقرير |         |

| باكستان | 0–0   | بنغلاديش |
| ------- | ----- | -------- |
|         | تقرير |          |

فازت بنغلادش 3–0 بالنتيجة الإجمالية وتأهلت إلى المرحلة الثانية لملاقاة لبنان.
| كمبوديا                                                      | 4–2   | لاوس                      |
| ------------------------------------------------------------ | ----- | ------------------------- |
| كون لابورافي 52' · سام إل ناسا 59'، 89' · كوتش سوكومفياك 68' | تقرير | مانولوم فومسوفان 10'، 61' |

| لاوس | 6–2 (ب.و.إ.) | كمبوديا                                |
| --- | ------------ | -------------------------------------- |
| لامناو سينغتو 19'، 55' · كامفينغ سايافوتهي 34' · سوليا سيفاساي 46' · فيساي فافوفانين 94' · كانلايا سيسومفانغ 112' (ركلة.) | تقرير        | تشهين تشهويون 45' · كوتش سوكومفياك 75' |

فازت لاوس 8–6 بالنتيجة الإجمالية وتأهلت إلى المرحلة الثانية لملاقاة الصين.
| سريلانكا              | 1–1   | الفلبين       |
| --------------------- | ----- | ------------- |
| تشاتورا غوناراتنه 43' | تقرير | نيت بوركي 50' |

| الفلبين                                                                  | 4–0   | سريلانكا |
| ------------------------------------------------------------------------ | ----- | -------- |
| إميليو كاليغدونغ 20' · فيل يونغهازبند 43'، 57' (ركلة.) · أنخل غيرادو 50' | تقرير |          |

فازت الفبين 5–1 بالنتيجة الإجمالية وتأهلت إلى المرحلة الثانية لملاقاة الكويت.
| أفغانستان | 0–2   | فلسطين                              |
| --------- | ----- | ----------------------------------- |
|           | تقرير | مراد عليان 22' · إسماعيل العمور 88' |

| فلسطين        | 1–1   | أفغانستان     |
| ------------- | ----- | ------------- |
| حسام وادي 12' | تقرير | بلال آرزو 63' |

فازت فلسطين 3–1 بالنتيجة الإجمالية وتأهلت إلى المرحلة الثانية لملاقاة تايلاند.
| فيتنام                                                                                         | 6–0   | ماكاو |
| ---------------------------------------------------------------------------------------------- | ----- | ----- |
| له كونغ فين 20'، 36'، 42' (ركلة.) · فام تان لونغ 62' · نغوين نغوك تان 67' · نغوين فان كويه 89' | تقرير |       |

| ماكاو             | 1–7   | فيتنام                                                                        |
| ----------------- | ----- | ----------------------------------------------------------------------------- |
| ليونغ كا هانغ 59' | تقرير | هوين كوانغ تان 2'، 86' · نغوين كوانغ هاي 23' · له كونغ فين 29'، 42'، 74'، 82' |

فازت فيتنام 13–1 بالنتيجة الإجمالية وتأهلت إلى المرحلة الثانية لملاقاة قطر.
| نيبال                                     | 2–1   | تيمور الشرقية         |
| ----------------------------------------- | ----- | --------------------- |
| أنيل غورونغ 15' (ركلة.) · جو مانو راي 70' | تقرير | جوزيه جواو بيريرا 47' |

| تيمور الشرقية | 0–5   | نيبال                                                                                              |
| ------------- | ----- | -------------------------------------------------------------------------------------------------- |
|               | تقرير | أنيل غورونغ 4' (ركلة.) · بهولا سيلوال 56' · جو مانو راي 59' · جاغجيت شريستا 89' · سوجال شريستا 90' |

فازت نيبال 2–1 بالنتيجة الإجمالية وتأهلت إلى المرحلة الثانية لملاقاة الأردن.
| منغوليا                   | 1–0   | ميانمار |
| ------------------------- | ----- | ------- |
| كورلباتارين تسند-آيوش 48' | تقرير |         |

| ميانمار                         | 2–0   | منغوليا |
| ------------------------------- | ----- | ------- |
| باي سوه 62' · ماي آيه ناينغ 88' | تقرير |         |

فازت ميانمار 2–1 بالنتيجة الإجمالية وتأهلت إلى المرحلة الثانية لملاقاة عمان.

## مسجلو الأهداف
تم تسجيل 60 هدفاً في 16 مباراة، بمعدل 3.75 هدف في المباراة الواحدة.
7 أهداف
- له كونغ فين

هدفين
| - سام إل ناسا - كوتش سوكومفياك - تشن بو-ليانغ - مانولوم فومسوفان | - لامناو سينغتو - محمد عادل صفوان عبد الرزاق - محمد شفيق رحيم - أنيل غورونغ | - جو مانو راي - فيل يونغهازبند - هوين كوانغ تان |

هدف
| - بلال آرزو - جاهد حسن أميلي - محمد زاهد حسين - رضا الكريم - تشهين تشهويون - كون لابورافي - تشانغ هان - خافيير تشن - فيساي فافوفانين - كامفينغ سايافوتهي - سوليا سيفاساي | - كانلايا سيسومفانغ - ليونغ كا هانغ - كورلباتارين تسند-آيوش - ماي آيه ناينغ - باي سوه - جاغجيت شريستا - سوجال شريستا - بهولا سيلوال - مراد عليان - إسماعيل العمور | - حسام وادي - نيت بوركي - إميليو كاليغدونغ - أنخل غيرادو - تشاتورا غوناراتنه - جوزيه جواو بيريرا - نغوين نغوك تان - نغوين كوانغ هاي - نغوين فان كويه - فام تان لونغ |

## روابط خارجية
- النتائج (FIFA.com) نسخة محفوظة 29 أغسطس 2011 على موقع واي باك مشين.